# Jacques de Vaucleroy
Jonkheer Jacques Marie Georges Jean de Vaucleroy (Etterbeek, 25 januari 1961) is een Belgisch topfunctionaris en bestuurder.

## Levensloop
Jonkheer Jacques de Vaucleroy is een telg uit het geslacht De Vaucleroy. Hij is een zoon van baron Gui de Vaucleroy, afgevaardigd bestuurder en voorzitter van supermarktgroep Delhaize Groep en voorzitter van het Verbond van Belgische Ondernemingen, en Jacqueline de Strycker.
Hij studeerde rechten aan de Facultés universitaires Notre Dame de la Paix in Namen, de Université catholique de Louvain en de Vrije Universiteit Brussel. In 1986 ging hij aan de slag bij de Bank Brussel Lambert (later ING België). In 2004 werd hij lid van het internationaal directiecomité van ING en in 2009 werd hij lid van het directiecomité en hoofd van de afdeling Investment Management. In januari 2010 maakte hij de overstap naar AXA, waar hij in opvolging van Alfred Bouckaert lid van het directiecomité werd, alsook CEO voor Noord-, Midden- en Oost-Europa en hoofd van de wereldwijde verzekeringsafdeling. In 2016 legde hij zijn functies bij AXA neer.
De Vaucleroy was van 2005 tot 2016 lid van de raad van bestuur van Delhaize Groep. Na de fusie van de groep met Ahold tot Ahold Delhaize in 2016 werd hij vicevoorzitter van de raad van commissarissen van Ahold Delhaize, een functie die hij tot 2020 bekleedde. Hij was ook bestuurder van Spreds en bekleedt of bekleedde bestuursmandaten bij Kazidomi, Quintes Verzekeringen en Risicobeheer, COLT, Easyfairs, Żabka, Eight Roads, Fidelity International en ToekomstATELIERdelAvenir. In 2016 werd De Vaucleroy bestuurder van de Zwitserse herverzekeraar Swiss Re, waar hij in 2023 vicevoorzitter en interim-voorzitter werd. Later dat jaar werd hij voorgedragen als voorzitter van de herverzekeraar.